# ريتشارد تومسون (سياسي)
ريتشارد تومسون هو محامي وسياسي أمريكي، ولد في 1947. نشط حزبياً في الحزب الديمقراطي. وقد انتخب عضو مجلس نواب مين ‏.